# Pyrrhoglossum viriditinctum
Pyrrhoglossum viriditinctum är en svampart som beskrevs av E. Horak 1989. Pyrrhoglossum viriditinctum ingår i släktet Pyrrhoglossum och familjen spindlingar.   Inga underarter finns listade i Catalogue of Life.